# Baldo d'Agugliano
(Dante Alighieri, Divina Commedia, Paradiso, Canto XVI, 54-57)
Baldo d'Agugliano (Agugliano, ... – Firenze, 1314) è stato un magistrato italiano operante nel XIV secolo nel territorio fiorentino.

## Biografia
Soprannominato da Dante Alighieri nel Paradiso, Canto XVI, 55-57, come il villan d'Aguglion divenne noto nella città toscana per la sua corruzione e facilità nell'emettere sentenze o aggiustarle in favore di personaggi ricchi, potenti o comunque influenti. Il Sommo Poeta, Dante, colpevolizzava tale personaggio additandolo come colui che aveva importato il puzzo della baratteria e dei brogli tanto che nel Purgatorio, Canto XII, 104-105 viene riferita una frode dallo stesso commessa nella speranza di cancellare le tracce di una falsa testimonianza resa da un suo collega, tal Niccolò Acciaiuoli al tempo in cui era podestà un altro personaggio discusso, Monfiorito da Coderta.
Sempre il Baldo, dopo un anno di confino, dovuto proprio alla scoperta della detta malversazione, ritornò a Firenze e fu scelto come arbitro in una controversia patrimoniale nata tra Corso Donati e Giovanna degli Ubertini. Ricoprì a Firenze anche l'incarico di priore delle Arti: in tale veste promulgò la Riforma di Baldo d'Agugliano con la quale si autorizzava il rientro nella città toscana dei Guelfi Bianchi condannati precedentemente al bando, escludendo però dal rientro lo stesso Dante Alighieri che morirà poi esule nella città romagnola di Ravenna.

## Curiosità
Secondo un’antica tradizione, (F.G. Romeo, vedi bibliografia) dal colle di Aguglione di Scandicci, oggi occupato da Villa Antinori di Monte Aguglioni o Aguglione, in località Rinaldi, discenderebbe il giurista in questione.